# Blackpool Tower
Blackpool Tower – wieża widokowa w mieście Blackpool, w północno-zachodniej Anglii. Niegdyś najwyższa budowla Wielkiej Brytanii, o wysokości 158 m. Stanowi znaczącą atrakcję turystyczną o ogólnokrajowej renomie. Wraz z otaczającym ją kompleksem budynków o przeznaczeniu rozrywkowym jest zabytkiem klasy I.
Wieża zlokalizowana jest w centrum miasta, nad promenadą nadmorską. W sprzyjających warunkach atmosferycznych z tarasu widokowego, znajdującego na wysokości 146 m, rozpościera się widok poprzez Morze Irlandzkie na Wyspę Man, północne wybrzeże Walii i krainę Lake District.

## Historia
Wieża została wzniesiona w latach 1891–1894, u schyłku epoki wiktoriańskiej. Wzorowana była na zbudowanej kilka lat wcześniej wieży Eiffla. Popularna, choć prawdopodobnie nieprawdziwa, teoria głosi, że jej pomysłodawcą był burmistrz Blackpool, który miał osobiście zobaczyć dzieło Eiffela podczas wizyty na wystawie światowej w Paryżu w 1889 roku. Choć ponad dwukrotnie niższa od paryskiego pierwowzoru, Blackpool Tower była w momencie ukończenia najwyższą budowlą Wielkiej Brytanii, jak i całego imperium brytyjskiego. W 1900 roku przewyższyła ją inna wieża o podobnej konstrukcji – New Brighton Tower w New Brighton. Po rozebraniu tej ostatniej (1919–1921) Blackpool Tower odzyskała tytuł i pozostawała najwyższym budynkiem kraju do 1964 roku, kiedy ukończono londyńską Post Office Tower.
Projektantami wieży byli architekci James Maxwell i Charles Tuke; obaj zmarli przed ukończeniem budowy. Pod fundamentem wieży podczas jej budowy umieszczono kapsułę czasu z 1891 roku.

## Opis
Wieża o konstrukcji kratownicowej, stalowo-żeliwnej, na planie kwadratu, wsparta na czterech podstawach, pomalowana na kolor ciemnoczerwony. Do jej konstrukcji wykorzystano 2533 tony stali i 94 tony żeliwa. Budynek zwęża się ku górze, od około 30 m u podstawy do około 9 m pod głównym, oszklonym tarasem widokowym, znajdującym się na wysokości 146 m, na który prowadzą windy. Wyżej znajdują się trzy mniejsze, otwarte tarasy. Całkowita wysokość budynku wynosi 158 m.
Wieżę otacza zespół trójkondygnacyjnych, ceglanych budynków z tego samego okresu, o przeznaczeniu rozrywkowym. Pierwotnie w ich obrębie funkcjonowały cyrk, sala koncertowo-taneczna, menażeria, ptaszarnia i akwarium, na dachu – szklarnia mieszcząca ogrody egzotyczne. Cyrk i sala taneczna funkcjonują do dziś, a obok nich inne atrakcje turystyczne.

## W kulturze
Wieża pojawiła się m.in. w scenach filmów Dick Barton Strikes Back (1949) i Osobliwy dom pani Peregrine (2016). W sali tanecznej niejednokrotnie realizowano odcinki specjalne telewizyjnego programu rozrywkowego Strictly Come Dancing, emitowanego przez BBC.

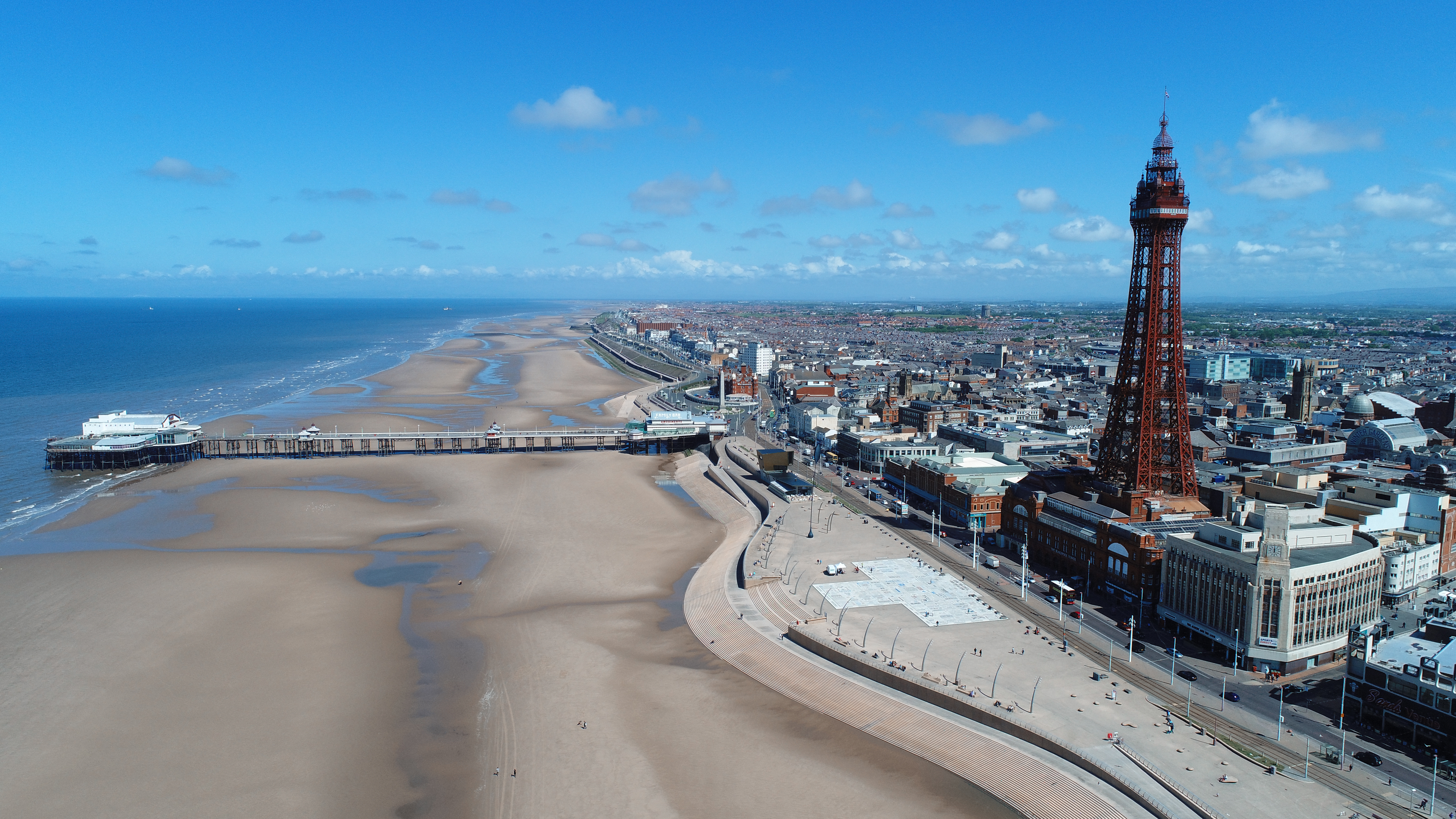
Widok wzdłuż promenady nadmorskiej
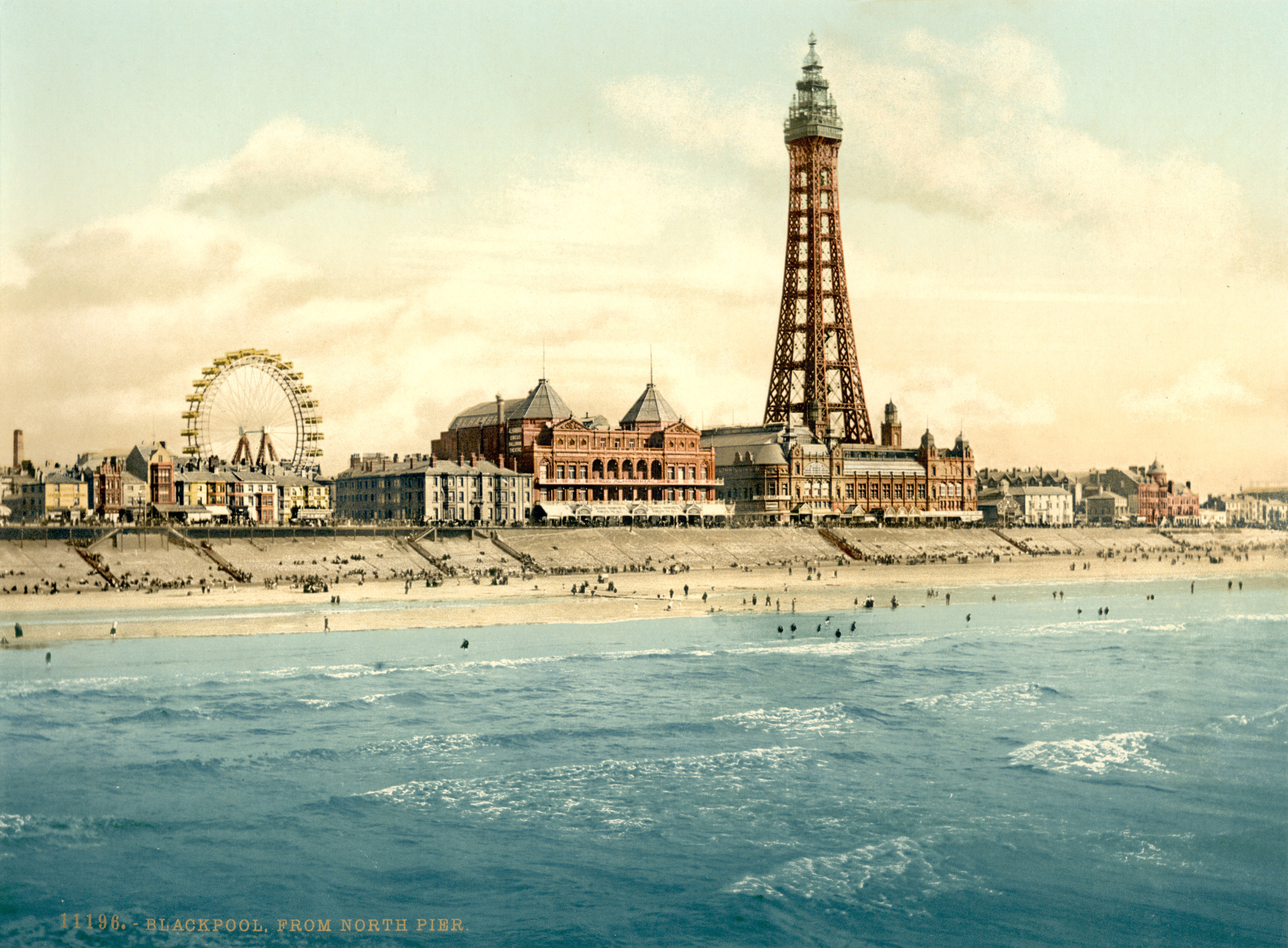
Wieża na pocztówce z ok. 1895
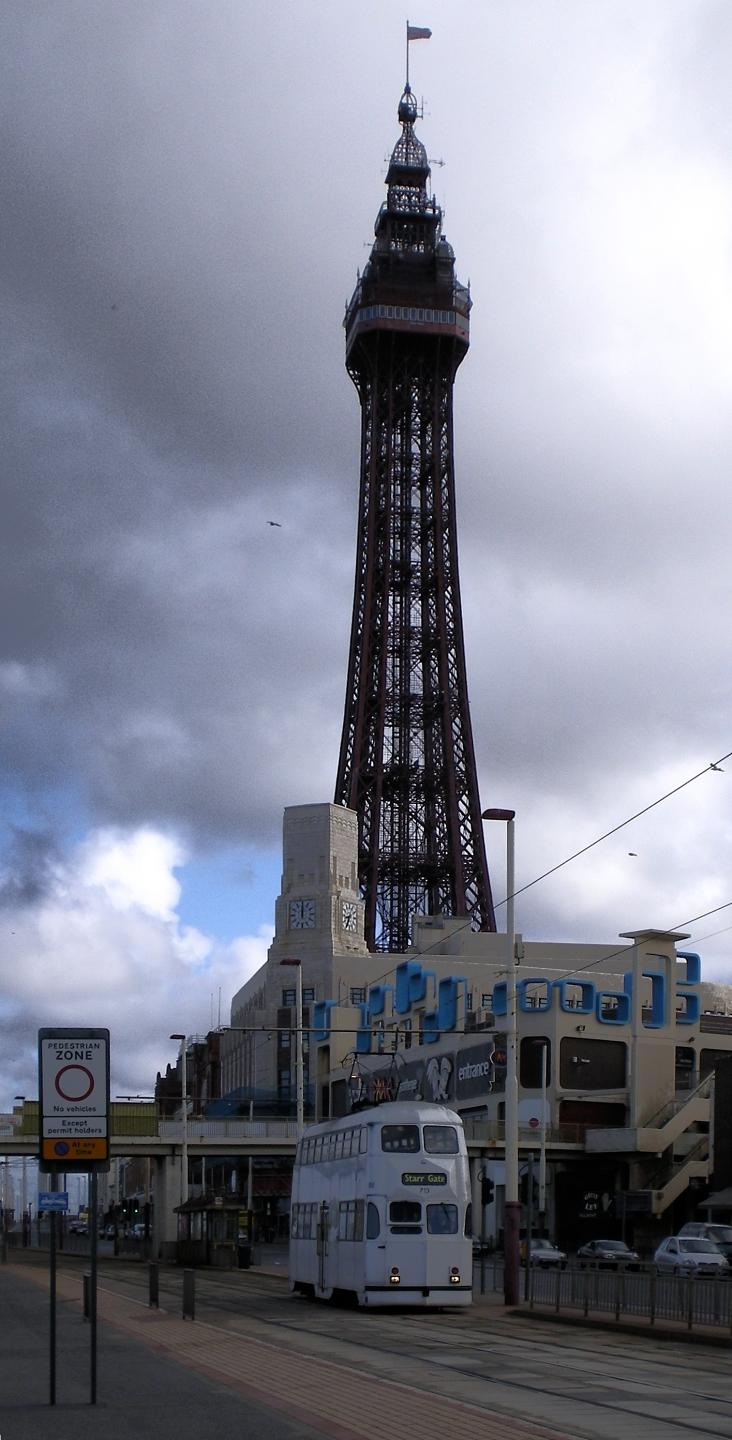
Widok od południa
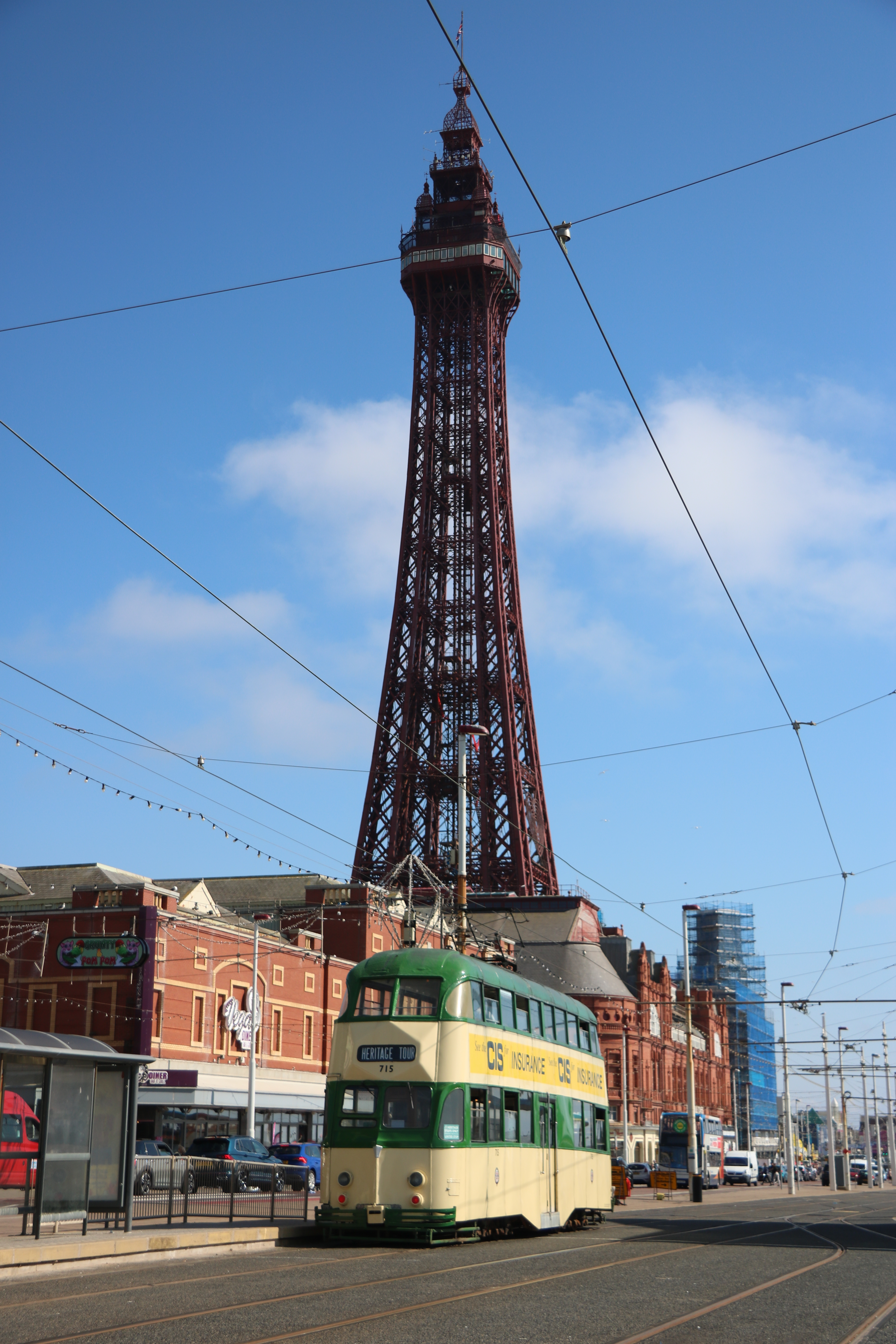
Widok od północy
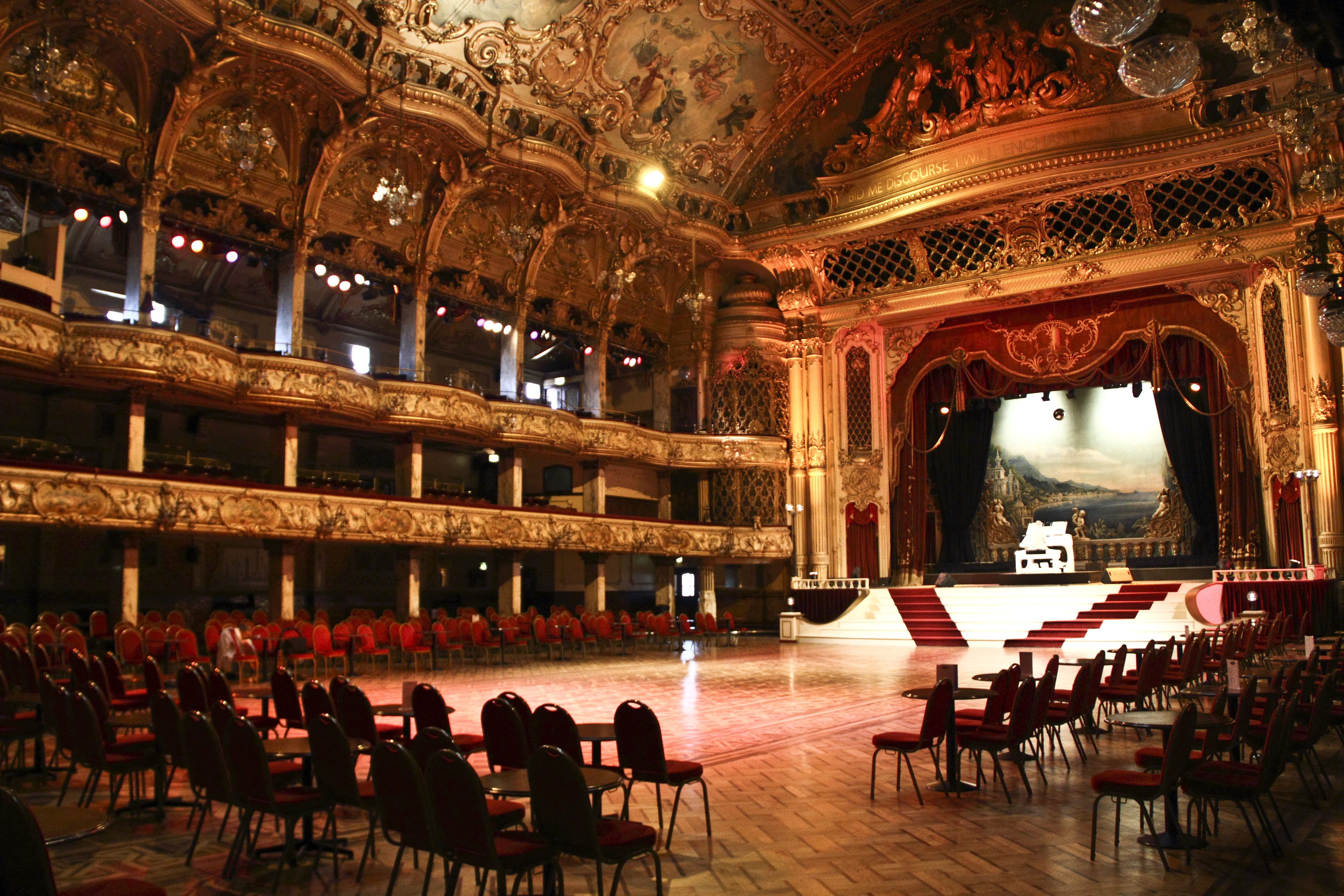
Sala taneczna